# Lepidochitona (Lepidochitona) bullocki
Lepidochitona (Lepidochitona) bullocki is een keverslakkensoort uit de familie van de Lepidochitonidae. De wetenschappelijke naam van de soort is voor het eerst geldig gepubliceerd in 2011 door García-Ríos.